# Auguste Maquet
Auguste Maquet (Paris, 13 de setembro de 1813 — Sainte-Mesme, 8 de janeiro de 1888) é um romancista e autor dramático francês, conhecido principalmente por sua colaboração com Alexandre Dumas Pai.

## Biografia
Maquet foi um aluno brilhante do Liceu Charlemagne (Paris) onde teve por colegas de classe Théophile Gautier e Gérard de Nerval e torna-se, aos dezoito anos, um professor substituto bastante conhecido. Destinado ao ensino, mas levado por uma irresistível vocação para a literatura independente, abandona a "Universidade de França". Algumas poesias muito apreciadas e algumas notícias publicadas em jornais o põem em contato com os jovens escritores desta época fecunda.

Muito ligado a Théophile Gautier, Maquet faz parte dos "Bousingos", grupo de escritores românticos de segunda geração, sob o pseudônimo de "Augustus Mac-Keat". 

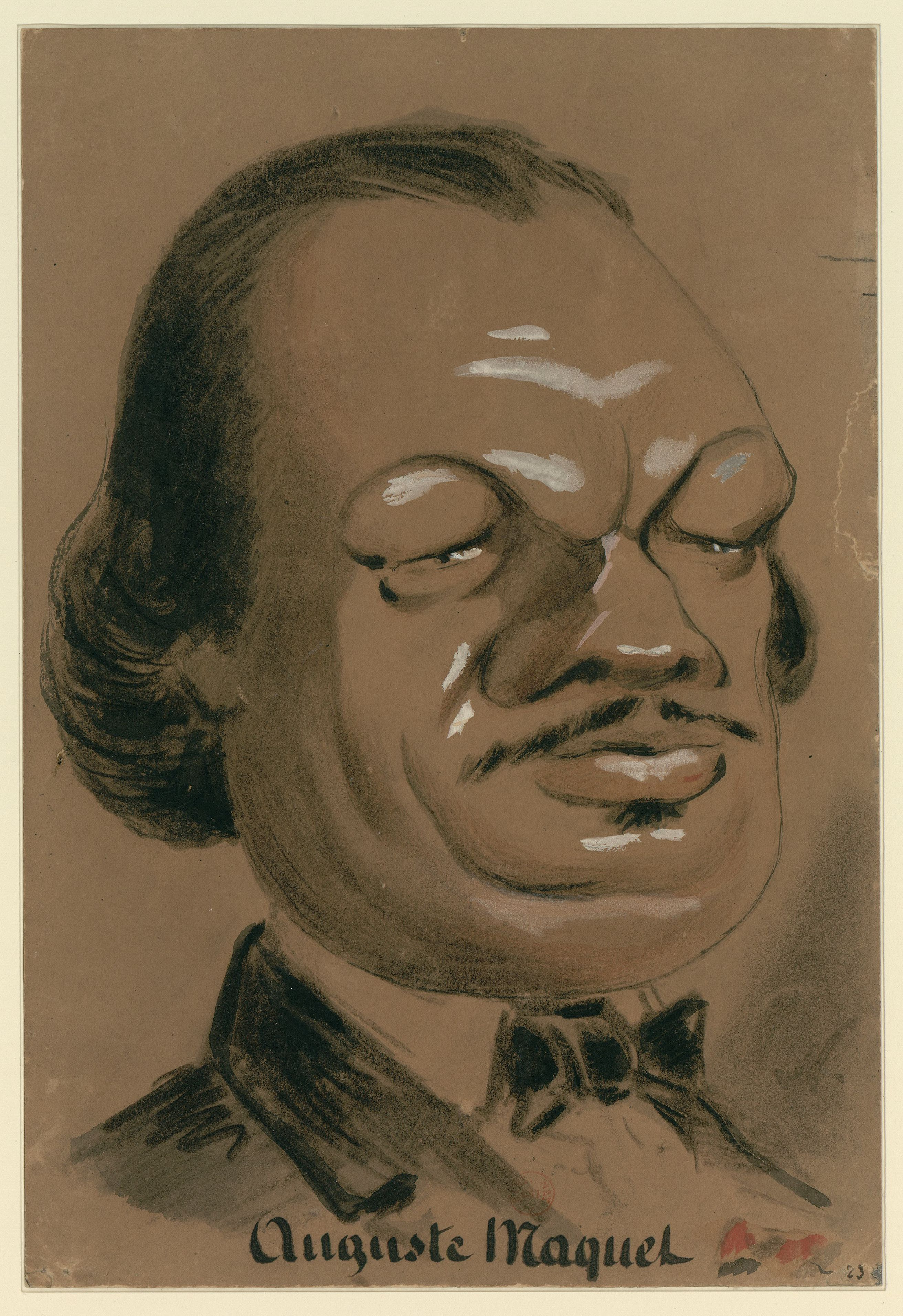
Auguste Maquet
Caricatura por Nadar — 1854.

Sob este nome "irlandesado", publica diversos poemas em jornais e revistas. Ainda sob o pseudônimo de "Paul L'Édile", publica igualmente artigos na "Revista Municipal", e compõe alguns ensaios com Gérard de Nerval. É através deste último que Maquet conhece Alexandre Dumas Pai, em Dezembro de 1838. Começa então a famosa colaboração que coloca em poucos anos Auguste Maquet no caminho da fama.
Levado pelo desastre financeiro de seu colaborador, Auguste Maquet atacou Dumas na justiça primeiramente por falta de pagamento e depois para recuperar os direitos de autor sobre as obras que escreveu em colaboração com Dumas. Foi chamado a depor diante do Tribunal Civil do Departamento do Sena, do quando das audiências de 20 e 21 de Janeiro de 1858. Foi considerado mero credor mediante a soma de 145 200 francos, pagáveis em onze anos e perdeu o fruto de seu trabalho inestimável ao renunciar à colocação de seu nome ao lado do de Alexandre Dumas em todos os livros que escreveram em conjunto.
Auguste Maquet foi durante mais de doze anos presidente da "Sociedade dos Autores e Compositores Dramáticos". Oficial da Legião de Honra desde 1861, morreu em 8 de Janeiro de 1888 em seu castelo de Sainte-Mesme, ganho, conforme dizia alegremente, apenas com sua pena. Está enterrado no Cemitério do Père-Lachaise em Paris.

## Maquet, um simples colaborador ou "ghost-writer"?
A parte de Auguste Maquet na colaboração que o uniu a Alexandre Dumas foi objeto de importantes discussões. Eugène de Mirecourt, que revelou o uso de colaboradores por Dumas, relata uma anedota em seu panfleto de 1845:

[...] O autor de Os Três Mosqueteiros, querendo provar com evidências que seu impressor não acrescentava nem uma sílaba e não retirava nem um letra do trabalho primitivo, compôs, imediatamente, sob os olhos de uma meia dúzia de íntimos, uma frase estranha, uma frase bárbara, uma frase de cinco linhas na qual estava repetida dezesseis vezes a palavra "QUE", este eterno desespero do escritor, este calhau (pedra) que uma língua ingrata faz rolar constantemente sob nossa pena. Julguem a "harmonia" do período. Os íntimos gritaram : - Dumas excluirá bem uns dois ou três! - Eu aposto que sete. - Ainda sobrarão nove, é bastante razoável!
M. Dumas não exclui nada.
No dia seguinte, pode-se ver todo esse formigueiro de "QUE"s circulando dentro do folhetim do "Siècle".

Para Joseph-Marie Quérard, bibliógrafo contemporâneo dos dois autores, muitas obras ou passagens são apenas de Maquet.
Já para Fernand Chaffiol-Debillemont, "Dumas tinha concebido sozinho o plano, desenhado os personagens; em suma, havia arquitetado o edifício em que Maquet era apenas o pedreiro. E a página uma vez composta, ele trazia retoques definitivos que vivificavam a prosa lânguida do bom Maquet; a verve, o brilho, o espírito são bem de sua pena".
Do mesmo modo, para Alain Decaux, "como para os pintores da Renascença, era preciso que se preparassem os afrescos — e é justo que Auguste Maquet seja citado [...] — mas, ao final, aquele que segura a pena, és tu".
Por esta visão, o trabalho de Auguste Maquet consistia em redigir uma primeira cópia a partir de seus conhecimentos históricos. Em seguida, esta era reescrita por Alexandre Dumas que acrescentava seu estilo romanesco. Simone Bertière, estudando o manuscrito de "Os Três Mosqueteiros", pode constatar que uma passagem, ocupando doze páginas sob a pena de Maquet, ocupavam setenta após a reescrita de Dumas.
No entanto, certos elementos mostram que ao menos algumas partes eram utilizadas sem qualquer modificação da parte de Dumas.
- Carta de Matharel de Fiennes a Auguste Maquet:

Paris, 22 de Janeiro de 1858
Meu caro Maquet,
Duas linhas para vos dizer que acabei de ler a prestação de contas do vosso processo e que meu testemunho pode retificar um erro. Em 1849 - não posso precisar a data - "Le Siècle" publicou "O Visconde de Bragelonne". Perrée estava ausente e eu o substituia. Avisaram-me às seis horas da tarde que o folhetim que foram buscar em Saint-Germain, na casa de Alexandre Dumas, fora perdido. "Le Siècle" precisava do folhetim, o folhetim estava em sua decupagem. Os dois autores eram meus conhecidos, um morava em Saint-Germain, o outro em Paris. Fui procurar aquele que estava mais fácil de achar. Vós ieis vos por à mesa. Tivestes a bondade de deixar vosso jantar e vos instalastes no escritório da direção. Ainda vos vejo à obra. Escrevieis entre uma taça de caldo e um copo de vinho Bordeaux cedidas pelo "Siècle". Das sete horas até meia noite, as folhas sucederam-se; eu as passava de quinze em quinze minutos aos compositores. A uma hora da manhã, o jornal era impresso com o seu "Bragelonne".
No dia seguinte trouxeram-me o folhetim de Saint-Germain que havia sido encontrado no caminho. Entre o "texto Moquet" e o "texto Dumas" não havia mais que trinta palavras absolutamente diferentes nas 500 linhas que compunham o folhetim.
Esta é a verdade. Façais desta declaração o que vos convier.
[…]

- Gustave Simon publicou documentos que estabeleciam que folhetins inteiros foram escritos apenas pelas mãos de Maquet, o que vale tanto para "O Visconde de Bragelonne" quanto para "Ange Pitou".[13]

Maquet é o principal autor do último capítulo de "O Visconde de Bragelonne", que encena a morte de d'Artagnan; Louis Perrée, diretor do "Siècle", achando que Dumas havia terminado o romance de maneira muito abrupta, encomenda um último capítulo a Maquet, com extrema urgência. No entanto, foi Dumas quem escreveu a conclusão do livro.

## Obras coletivas de Dumas-Maquet
Romances
- Le Chevalier d'Harmental
- Sylvandire
- Os romances de D'Artagnan:
  - Os Três Mosqueteiros
  - Vinte Anos Depois
  - O Visconde de Bragelonne
- Os romances Valois:
  - A Rainha Margot
  - A Dama de Monsoreau
  - Os Quarenta e Cinco
- O Conde de Monte Cristo
- O Cavaleiro da Casa Vermelha
- Le Bâtard de Mauléon
- Memórias de um Médico:
  - Joseph Balsamo
  - O Colar da Rainha
  - Ange Pitou
- Ingénue
- Olympe de Clèves
- A Tulipa Negra
- La Guerre des femmes

Teatro
- Os Três Mosqueteiros, drama em 5 atos — 1845
- A Rainha Margot, drama em 5 atos e 16 cenas — 1847
- Le Chevalier de Maison-Rouge, épisode du temps des Girondins, drama em 5 atos e 12 cenas — 1847
- O Conde de Monte Cristo, drama em 5 atos — 1848
- Catilina, drama em 5 atos e 7 cenas — 1848
- La Jeunesse des Mousquetaires, drama em 5 atos e 12 cenas — 1849
- Le Chevalier d'Harmental, drama em 5 atos e 10 cenas — 1849
- La Guerre des femmes, drama em 5 atos e 10 cenas — 1849
- Urbain Grandier, drama em 5 atos — 1850
- Le Comte de Morcef, drama em 5 atos e 10 cenas — 1851
- Villefort, drama em 5 atos e 6 cenas — 1851
- Le Vampire
- A Dama de Monsoreau, drama em 5 atos — 1860

## Obras de Maquet
Auguste Maquet escreveu sozinho:
- De La Fontaine comparé comme fabuliste à Ésope et à Phèdre (tese de doutorado apresentada na Sorbonne — 1832)
- Le Beau d'Angennes — 1843
- Deux Trahisons — 1844
- Parte da 'Histoire de la Bastille — 1844
- Le Comte de Lavernie — 1852
- La Chute de Satan (continuação do romance anterior) — 1854
- «La Belle Gabrielle». , 1854-1855
- «Dettes de cœur». , 1857
- La Maison du baigneur — 1857
- La Rose blanche — 1858 (para o estrangeiro) e 1859 (em França)
- L'Envers et l'Endroit, épisode de la fin du règne de Louis XIV — 1858
- Les Vertes Feuilles — 1862

No teatro, fez sozinho:
- Bathilde, drama em 3 atos — 1839
- Le Château de Grantier, drama em 5 atos — 1852
- Le Comte de Lavernie, drama em 5 atos e 8 cenas — 1854
- La Belle Gabrielle, drama em 5 atos e 10 cenas — 1857
- Dettes de cœur, peça em 5 atos — 1859
- La Maison du baigneur, drama em 5 atos — 1864
- Le Hussard de Bercheny, drama em 5 atos — 1865

Ainda fez representar, em colaboração com Jules Lacroix:
- Valéria, drama em 5 atos, no Teatro da Comédie-Française — 1851
- La Fronde, música de Louis Niedermeyer, na Opéra — 1853

Escreveu, em colaboração com Théodore Anne:
- La Chambre rouge, drama em 5 atos — 1852
- L'Enfant du régiment, drama em 5 atos e 6 cenas — 1854

Escreveu ainda o texto de Paris sous Louis XIV. Monuments et vues, Paris, Laplace, Sanchez et Cie — 1883.